# Metynnis polystictus
A Metynnis polystictus a sugarasúszójú halak (Actinopterygii) osztályának pontylazacalakúak (Characiformes) rendjébe, ezen belül a pontylazacfélék (Characidae) családjába tartozó faj.

## Előfordulása
A Metynnis polystictus előfordulási területe Dél-Amerikában, a brazíliai Xingu folyó medencéjében van.

## Megjelenése
Ez a hal legfeljebb 16,7 centiméter hosszú.

## Életmódja
Trópusi és édesvízi hal, amely főleg a nyíltabb vizeket kedveli.